# Złoty Kraków
Złoty Kraków – książka Marcina Fabiańskiego wydana nakładem Wydawnictwa Literackiego w 2010 roku poświęcona sztuce Krakowa z okresu największej świetności miasta, tj. od panowania Kazimierza Wielkiego do Zygmunta III Wazy.
Publikacja, oprócz 200 barwnych ilustracji zawiera również aneks z dwoma tekstami źródłowymi: niepublikowanym dotychczas po polsku pamiętnikiem gdańszczanina Martina Gruenewega z podróży do Krakowa w roku 1583 oraz nowym przekładem relacji o Krakowie autorstwa urzędnika papieskiego Giampaola Mucantego z roku 1596. 
W czerwcu 2010 roku publikacja została nagrodzona wyróżnieniem Krakowskiej Książki Miesiąca.